# パリ第3大学

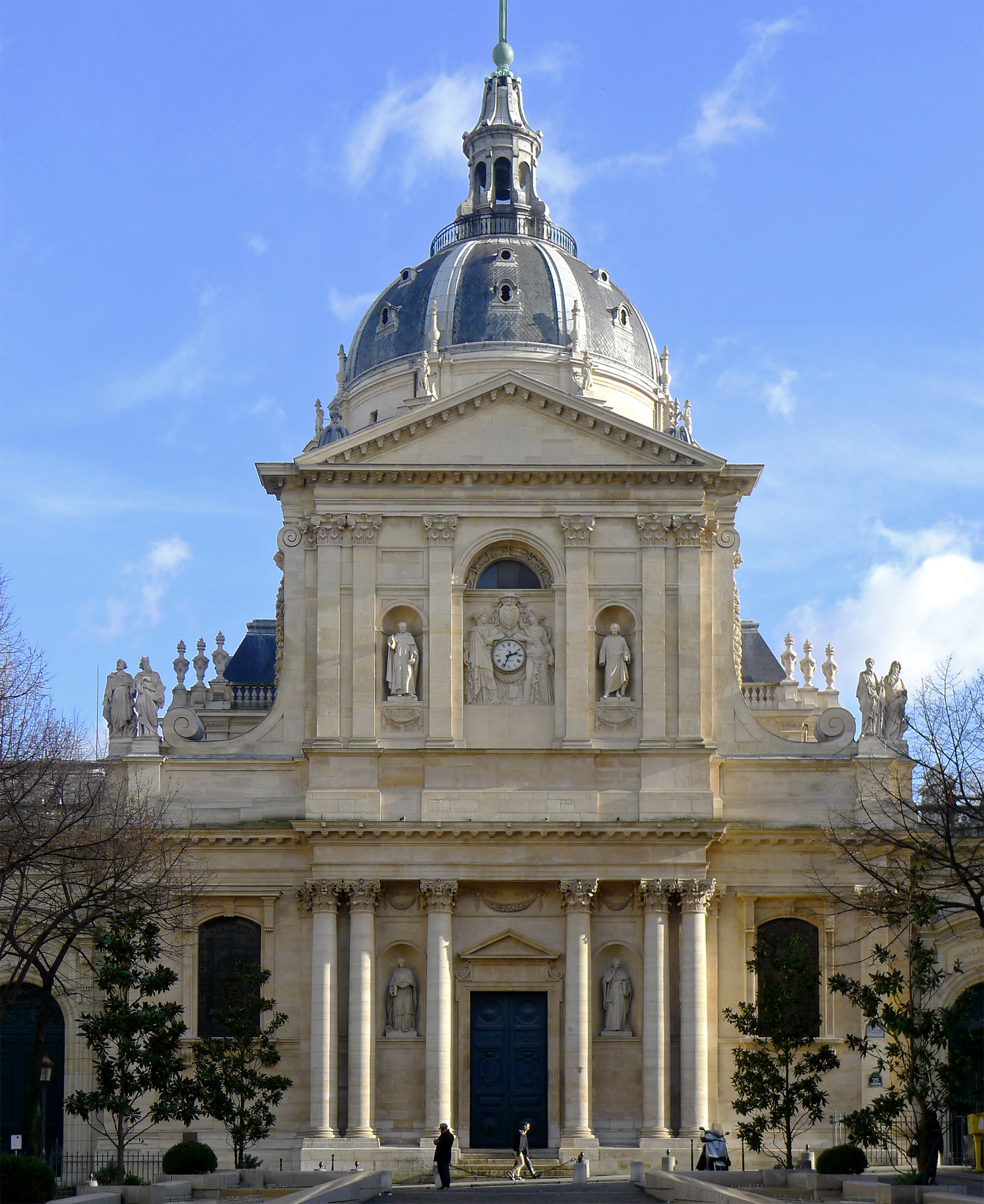
構内のチャペル

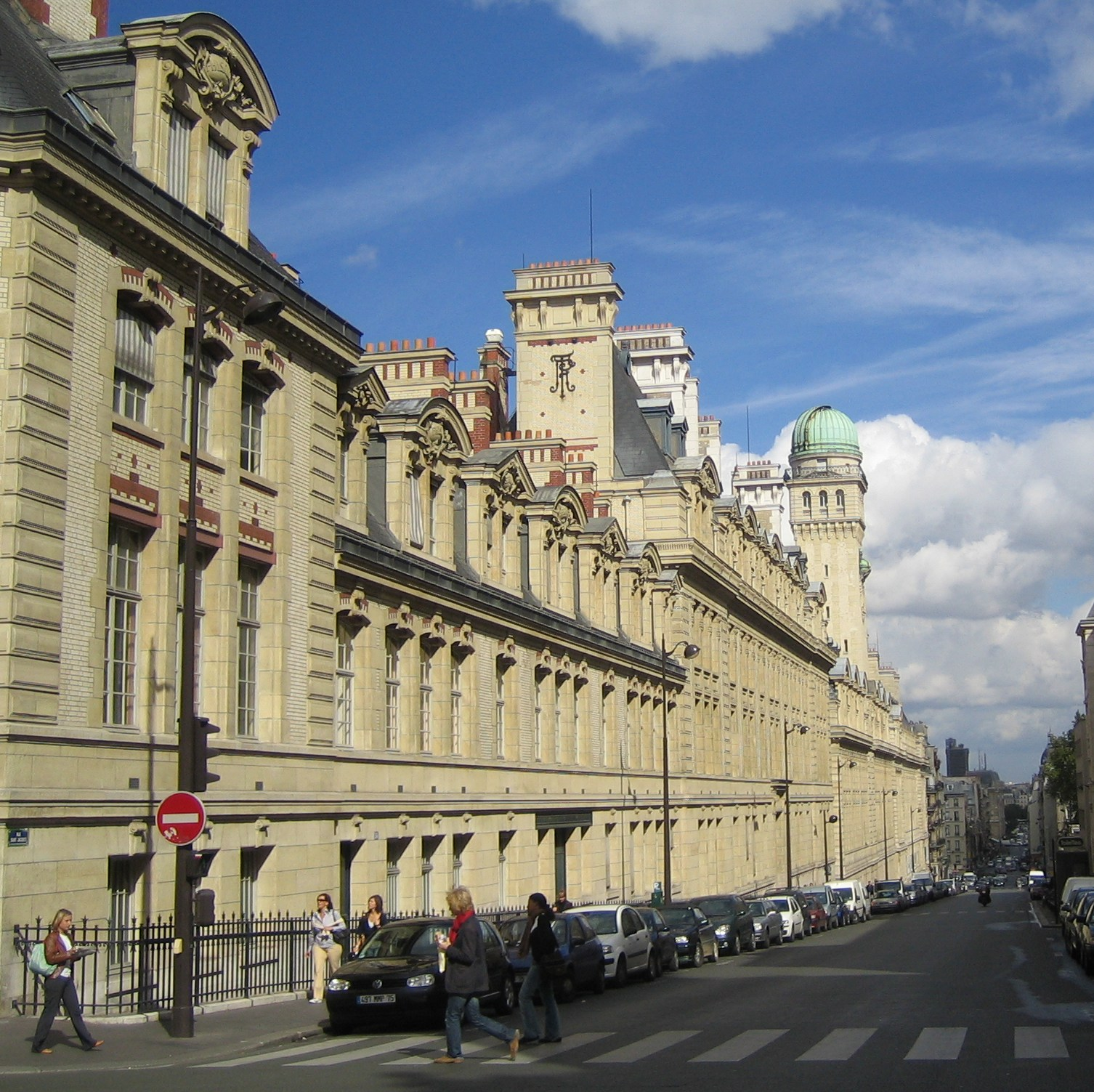
サンジャック通りから見た建物

ソルボンヌ・ヌーヴェル大学（Université de la Sorbonne Nouvelle）は、フランス・パリの大学。旧称・通称はパリ第3大学（Université Paris-III）、パリ第3（Paris-III）。

## 概要
1970年にパリ大学が13の単科大学に分割・改組された際に、人文学部（arts et lettres）を継承して誕生。言語学、文学、舞台芸術、映画などの分野を教育・研究の中心としており、文学や舞台・映像芸術の分野においてフランスで最も評価の高い大学のひとつである。キャンパスは多くの大学が存在するカルチエ・ラタンにあるが、2020年以降にナシオン広場近くに移転する予定である。

## 歴史

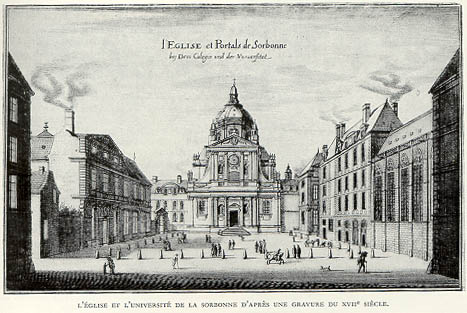
17世紀のソルボンヌ大学

パリ第3大学の起源は、12世紀後半に誕生したパリ大学にまで遡る。
パリ大学は五月危機の学生運動をきっかけに、1970年に13の自治大学に改組された。第3大学はその際にパリ大学の人文学部を引き継いで開学した。

## 大学関係者

### 出身者
- アラン・ガルシア - ペルー大統領
- オリヴィエ・アサヤス - フランスの映画監督、脚本家
- アルノー・デプレシャン - フランスの映画監督
- セドリック・クラピッシュ - フランスの映画監督
- ミロ・コヴァチ - クロアチアの政治家、外務大臣
- ライラ・マラクチ - フランスの映画監督
- ペドロ・パウレット - ペルーの科学者
- パトリシア・デ・ソウザ - ペルーの作家
- マリーズ・コンデ - フランス（グアドループ）の小説家
- アナイス・ドゥムースティエ：女優
- 古石篤子：慶應義塾大学名誉教授、日本の言語学者
- 佐川一政：日本の小説家、パリ人肉事件で知られる
- 吉田加南子 : 学習院大学教授、日本の詩人
- 御牧克己：京都大学教授、日本の仏教学者

### 教員
- パスカル・ボニゼール
- セルジュ・ダネー
- リュック・ムレ